# Nicolas Maes
Pour les articles homonymes, voir Maes.
Nicolas Maes (ou Nicolaes), né à Dordrecht en janvier 1634 et mort à Amsterdam le 24 décembre 1693, est un peintre néerlandais connu pour ses scènes de genre intimes et ses portraits.

## Biographie
Il fut à Amsterdam, entre 1648 et 1653, l'élève de Rembrandt qui garda longtemps sur lui une influence notable, notamment en ce qui concerne le clair-obscur.
Il retourna ensuite à Dordrecht en 1653, où il demeura jusqu'en 1673. Dès 1654, il abandonna la manière de Rembrandt pour se consacrer à de petites scènes d'intérieur décrivant la vie des femmes et des enfants. Contrairement à de Hooch, il utilisait alors généreusement le noir brillant, les rouges chauds et l'intensité du contraste entre les zones en pleine lumière et les zones d'obscurité.
Obtenant un succès modéré avec ses scènes de genre, il les abandonna dans les années 1660 pour se consacrer aux portraits élégants, dans le style de la peinture de cour, en vogue en Hollande au cours de la seconde moitié du XVIIe siècle, et devint un portraitiste recherché.  Après un voyage à Anvers, il subit l'influence de Antoine van Dyck.
Il termina sa carrière à Amsterdam où il revint en 1673.
On suppose que c’est par comparaison avec le tableau de Nicolas Maes, la Servante endormie, que celui de Johannes Vermeer fut inscrit au catalogue de 1696 sous le titre de Une servante ivre, endormie à table.

## Principales œuvres
| Titre                                                                           | Genre             | Technique         | Remarques                                                                   | Format         | Date               | Collection                                          | Image |
| ------------------------------------------------------------------------------- | ----------------- | ----------------- | --------------------------------------------------------------------------- | -------------- | ------------------ | --------------------------------------------------- | ----- |
| Le Christ aux outrages                                                          | religieux         | huile sur toile   |                                                                             | 190 × 119 cm   | 1650               | Musée de l'Ermitage, Saint-Petersbourg              |       |
| Portrait de femme                                                               | portrait          | huile sur toile   |                                                                             | 39 × 34 cm     |                    | Musée Jeanne d'Aboville                             |       |
| La mort et la misère                                                            |                   | dessin à la plume |                                                                             |                | ap. 1650           | National Gallery of Art, Washington                 |       |
| Le Christ bénissant les enfants                                                 |                   | huile sur toile   |                                                                             | 1652-1653      | 206 × 154 cm       | National Gallery, Londres                           |       |
| Abraham prenant congé d'Agar et d'Ismaël                                        |                   | huile sur toile   |                                                                             |                | 1653               | Metropolitan Museum of Art, New York                |       |
| Le Tambour indiscipliné                                                         | peinture de genre | huile sur toile   |                                                                             | 62 × 66,4 cm   | v. 1655            | Museo Thyssen-Bornemisza, Madrid                    |       |
| La Femme au rouet                                                               | peinture de genre | huile sur bois    |                                                                             | 41.5 × 33.5 cm | v. 1655            | Rijksmuseum, Amsterdam                              |       |
| Vieille femme épluchant des pommes                                              | peinture de genre | huile sur toile   |                                                                             | 55 × 50 cm     | v. 1655            | Staatliche Museen, Berlin                           |       |
| Vieille femme assoupie au-dessus d'un livre                                     | peinture de genre | huile sur toile   |                                                                             | 82,2 × 67 cm   | v. 1655            | National Gallery of Art, Washington                 |       |
| Femme plumant un canard                                                         | peinture de genre |                   |                                                                             |                | entre 1655 et 1656 | Philadelphia Museum of Art, Philadelphie            |       |
| La Dentellière                                                                  | peinture de genre | huile sur toile   | Collection Friedsam 1931                                                    |                | entre 1655 et 1660 | Metropolitan Museum of Art, New York                |       |
| La Dentellière                                                                  | peinture de genre | huile sur toile   |                                                                             |                | 1655               | Musée des beaux-arts du Canada, Ottawa              |       |
| La Baignade                                                                     | scène extérieure  | huile sur toile   | attribué également à Jacob van Loo                                          | 72 × 91 cm     | entre 1655 et 1660 | Musée du Louvre, Paris                              |       |
| La Servante oisive                                                              | peinture de genre | huile sur toile   | Autre titre: Intérieur avec une servante assoupie et sa maîtresse de maison |                | 1655               | National Gallery, Londres                           |       |
| Jeune fille épluchant des pommes                                                | peinture de genre | huile sur toile   |                                                                             |                | 1655               | Metropolitan Museum of Art, New York                |       |
| Femme épluchant des betteraves, avec un enfant auprès d'elle                    | peinture de genre | huile sur chêne   |                                                                             |                | 1655               | National Gallery, Londres                           |       |
| La Femme vertueuse                                                              | peinture de genre | huile sur toile   | signé en bas à droite                                                       | 74 × 60 cm     | v. 165             | Wallace collection, Londres                         |       |
| La Prière sans fin                                                              | peinture de genre | huile sur toile   | ou L'Eternelle Prière                                                       | 134 × 113 cm   | v. 1656            | Rijksmuseum, Amsterdam                              |       |
| La Fille à la fenêtre                                                           | peinture de genre | huile sur toile   | ou La Rêveuse                                                               | 123 × 96 cm    | v. 1656            | Rijksmuseum, Amsterdam                              |       |
| Vieille femme endormie                                                          | peinture de genre | huile sur toile   |                                                                             | 135 × 105 cm   | 1656               | Musées royaux des beaux-arts de Belgique, Bruxelles |       |
| L'Oreille indiscrète                                                            | peinture de genre | huile sur toile   |                                                                             | 85 × 71 cm     | 1656               | Wallace collection, Londres                         |       |
| Garçon recevant l'aumône d'un vieillard / Le donneur d'aumône                   | peinture de genre | huile sur toile   |                                                                             | 84,9 × 67,7 cm | 1656               | Musée des beaux-arts de Montréal, Montréal          |       |
| La Comptable                                                                    | peinture de genre | huile sur toile   | signature sur un papier accroché au mur                                     |                |                    | The Saint-Louis Art Museum, Saint-Louis             |       |
| Mère lisant pour endormir son bébé                                              | peinture de genre | huile sur toile   |                                                                             |                | 1657               |                                                     |       |
| Portrait de Jacob Trip                                                          | portrait          | huile sur toile   |                                                                             | 88 × 68 cm     | v. 1660            | Magyar Szépmüvészeti Múzeum,Budapest                |       |
| Portrait de Marguerite de Geer                                                  | portrait          | huile sur toile   |                                                                             | 88 × 68 cm     | v. 1660            | Magyar Szépmüvészeti Múzeum,Budapest                |       |
| Nature morte au tapis                                                           | nature morte      | huile sur toile   | attribuée à Nicolas Maes                                                    | 101 × 82 cm    | entre 1660 et 1690 | Musée du Louvre,Paris                               |       |
| Adoration des bergers                                                           |                   | huile sur toile   |                                                                             |                | 1660               | Getty Center,Los Angeles                            |       |
| Jeune fille à la fontaine                                                       |                   |                   |                                                                             |                | 1662               |                                                     |       |
| Portrait de Justus Criex                                                        | portrait          | huile sur toile   |                                                                             | 109 × 92 cm    | 1666               | Musée des beaux-arts, Budapest                      |       |
| Portrait de Rochus van der Does                                                 | portrait          |                   |                                                                             | 107 × 91 cm    | 1675               |                                                     |       |
| Portrait d'une jeune femme                                                      | portrait          |                   |                                                                             |                | v. 1676            | Musée des Beaux-arts, Quimper                       |       |
| Portrait d'un jeune homme                                                       | portrait          |                   |                                                                             |                | 1676               |                                                     |       |
| Portrait d'une dame                                                             | portrait          | huile sur toile   |                                                                             | 116 × 91 cm    | 1676               | National Gallery of Art, Washington                 |       |
| Portrait d'une dame                                                             | portrait          | huile sur toile   |                                                                             |                | 1677               |                                                     |       |
| Portrait d'un anonyme                                                           | portrait          | huile sur toile   |                                                                             |                | 1678               | Musée des beaux-arts de Reims                       |       |
| Portrait d'un homme en perruque noire                                           | portrait          |                   |                                                                             |                | v. 1680            | National Gallery, Londres                           |       |
| Portrait présumé de Hermanus Amija                                              | portrait          | huile sur toile   |                                                                             | 65 × 53 cm     | entre 1684 et 1693 | Musée du Louvre, Paris                              |       |
| Portrait présumé de Catherine de Vogelaar, épouse de Hermanus Amija             | portrait          | huile sur toile   |                                                                             | 65 × 53 cm     | entre 1684 et 1693 | Musée du Louvre, Paris                              |       |
| Portrait de Jacob Binkes                                                        | portrait          | huile sur toile   | amiral né en 1640 et mort en 1677                                           | 43.8 × 32.7 cm |                    | Metropolitan Museum of Art, New York                |       |
| Femme dans un jardin                                                            | peinture de genre | huile sur toile   |                                                                             |                |                    |                                                     |       |
| La Fileuse                                                                      | peinture de genre | huile sur toile   | signature au bas de la chaise du bébé                                       |                |                    | Metropolitan Museum of Art, New York                |       |
| La Femme vertueuse                                                              | peinture de genre | huile sur toile   |                                                                             |                |                    |                                                     |       |
| Portrait d'homme                                                                | portrait          |                   |                                                                             |                |                    | Fondation Bemberg, Toulouse                         |       |
| Garçon en costume classique assis dans un paysage avec un pinson et un épagneul | portrait          |                   |                                                                             |                |                    |                                                     |       |
| Fille caressant un faon                                                         | portrait          |                   |                                                                             |                |                    |                                                     |       |
| Le Christ devant Pilate                                                         |                   | huile sur toile   |                                                                             | 216 × 174 cm   |                    | Magyar Szépmüvészeti Múzeum, Budapest               |       |
| Jeune fille                                                                     | peinture de genre | huile sur toile   |                                                                             |                |                    | Musée des Beaux-Arts de, Reims                      |       |
| Enfant et triton                                                                | peinture de genre | huile sur toile   |                                                                             |                |                    | Musée des Beaux-Arts de Carcassonne                 |       |
| Joyeuse compagnie                                                               | peinture de genre | huile sur toile   |                                                                             |                |                    | Musées Royaux des Beaux-Arts, Bruxelles             |       |
| Portrait de Laurent de Rasière                                                  | portrait          | huile sur toile   | né en 1641 et mort en 1694                                                  |                |                    | Musées Royaux des Beaux-Arts, Bruxelles             |       |
| Portrait d'Aletta von Hontum, épouse de Laurent de Rasière                      | portrait          | huile sur toile   | née en 1647                                                                 |                |                    | Musées Royaux des Beaux-Arts, Bruxelles             |       |
| Portrait d'un artiste                                                           | portrait          | huile sur toile   |                                                                             | 29 × 36 cm     |                    |                                                     |       |
| Portrait de femme                                                               | portrait          | huile sur toile   |                                                                             | 38,8 × 30,7 cm |                    | Musée Magnin, Dijon                                 |       |

## Dessins
- Jeune fille assise (Esther)[6], sanguine, fond à la pierre noire lavée au pinceau et encre brune, 140 × 144 mm, Beaux-Arts de Paris. Maes a réalisé une série d'études de figures à la pierre noire et à la sanguine, les deux techniques parfois combinées. Certaines, comme cette Jeune fille assise, sont élaborées au pinceau. Sa facture rappelle celle de la Vieille femme avec une coiffe de Rembrandt. Robinson rapproche la jeune fille d'Esther, figurant dans Haman implorant le pardon d'Esther de Nicolaes Maes, qui pourrait constituer la version finale (dessin à la sanguine, collection particulière, Amsterdam)[7].